# Avricourt (Meurthe i Mosel·la)
Avricourt és un municipi francès situat al departament de Meurthe i Mosel·la i a la regió del Gran Est. L'any 2007 tenia 420 habitants.

## Demografia

### Població
El 2007 la població de fet d'Avricourt era de 420 persones. Hi havia 197 famílies, de les quals 62 eren unipersonals (33 homes vivint sols i 29 dones vivint soles), 82 parelles sense fills, 45 parelles amb fills i 8 famílies monoparentals amb fills.
La població ha evolucionat segons el següent gràfic:
Habitants censats

### Habitatges
El 2007 hi havia 225 habitatges, 202 eren l'habitatge principal de la família, 5 eren segones residències i 18 estaven desocupats. 153 eren cases i 71 eren apartaments. Dels 202 habitatges principals, 131 estaven ocupats pels seus propietaris, 68 estaven llogats i ocupats pels llogaters i 3 estaven cedits a títol gratuït; 8 tenien dues cambres, 30 en tenien tres, 62 en tenien quatre i 102 en tenien cinc o més. 144 habitatges disposaven pel capbaix d'una plaça de pàrquing. A 112 habitatges hi havia un automòbil i a 59 n'hi havia dos o més.

### Piràmide de població
La piràmide de població per edats i sexe el 2009 era:
| Homes | Edats   | Dones |
| ----- | ------- | ----- |
| 0     | 95 o +  | 0     |
| 0     | 90 a 94 | 0     |
| 4     | 85 a 89 | 16    |
| 0     | 80 a 84 | 0     |
| 4     | 75 a 79 | 12    |
| 8     | 70 a 74 | 4     |
| 8     | 65 a 69 | 20    |
| 16    | 60 a 64 | 16    |
| 20    | 55 a 59 | 12    |
| 24    | 50 a 54 | 24    |
| 28    | 45 a 49 | 28    |
| 32    | 40 a 44 | 12    |
| 0     | 35 a 39 | 24    |
| 8     | 30 a 34 | 4     |
| 8     | 25 a 29 | 4     |
| 12    | 20 a 24 | 12    |
| 4     | 15 a 19 | 20    |
| 12    | 10 a 14 | 24    |
| 12    | 5 a 9   | 4     |
| 8     | 0 a 4   | 0     |

## Economia
El 2007 la població en edat de treballar era de 270 persones, 175 eren actives i 95 eren inactives. De les 175 persones actives 144 estaven ocupades (84 homes i 60 dones) i 30 estaven aturades (17 homes i 13 dones). De les 95 persones inactives 37 estaven jubilades, 25 estaven estudiant i 33 estaven classificades com a «altres inactius».

### Ingressos
El 2009 a Avricourt hi havia 190 unitats fiscals que integraven 410 persones, la mediana anual d'ingressos fiscals per persona era de 15.387 €.

### Activitats econòmiques
Dels 19 establiments que hi havia el 2007, 1 era d'una empresa alimentària, 1 d'una empresa de fabricació de material elèctric, 1 d'una empresa de fabricació d'altres productes industrials, 4 d'empreses de construcció, 4 d'empreses de comerç i reparació d'automòbils, 2 d'empreses de transport, 2 d'empreses d'hostatgeria i restauració, 1 d'una empresa financera, 1 d'una empresa de serveis, 1 d'una entitat de l'administració pública i 1 d'una empresa classificada com a «altres activitats de serveis».
Dels 5 establiments de servei als particulars que hi havia el 2009, 1 era un taller de reparació d'automòbils i de material agrícola, 1 paleta, 1 guixaire pintor, 1 fusteria i 1 lampisteria.
Dels 3 establiments comercials que hi havia el 2009, 1 era una botiga de menys de 120 m² i 2 carnisseries.

## Equipaments sanitaris i escolars
L'únic equipament sanitari que hi havia el 2009 era una ambulància.
El 2009 hi havia una escola elemental.

## Poblacions més properes
El següent diagrama mostra les poblacions més properes.